# Xã Merry, Quận Thurston, Nebraska
Xã Merry (tiếng Anh: Merry Township) là một xã thuộc quận Thurston, tiểu bang Nebraska, Hoa Kỳ. Năm 2010, dân số của xã này là 76 người.